# 梅策雷什
梅策雷什（法語：Metzeresche，法語發音：[mɛtsəʁɛʃ]）是法国摩泽尔省的一个市镇，属于蒂永维尔区。

## 地理
梅策雷什（49°17'53"N, 6°18'29"E）面积9.56 平方千米，位于法国大東部大區摩泽尔省，该省份为法国东北部内陆省份，是洛林的一部分，西南接默尔特-摩泽尔省，东临下莱茵省，北与卢森堡和德国接壤。
与梅策雷什接壤的市镇（或旧市镇、城区）包括：比丹、翁堡-比当日、卡内尔河畔凯当日、吕唐日、梅采维斯、沃尔斯特罗夫。

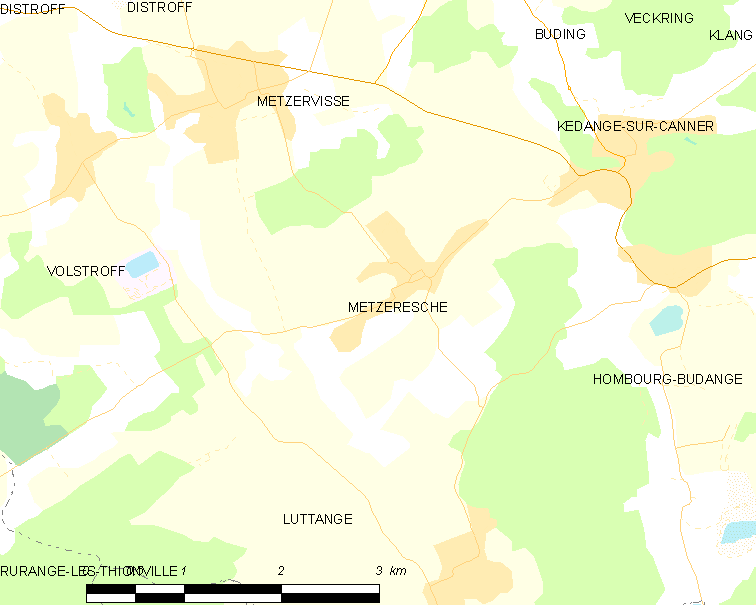
梅策雷什的OSM定位图

梅策雷什的时区为UTC+01:00、UTC+02:00（夏令时）。

## 行政
梅策雷什的邮政编码为57920，INSEE市镇编码为57464。

## 政治
梅策雷什所属的省级选区为梅采维斯县。

## 人口

1962-2008年间梅策雷什人口变化图示

梅策雷什于2022年1月1日时的人口数量为988人。